# Wiener Stadttheater

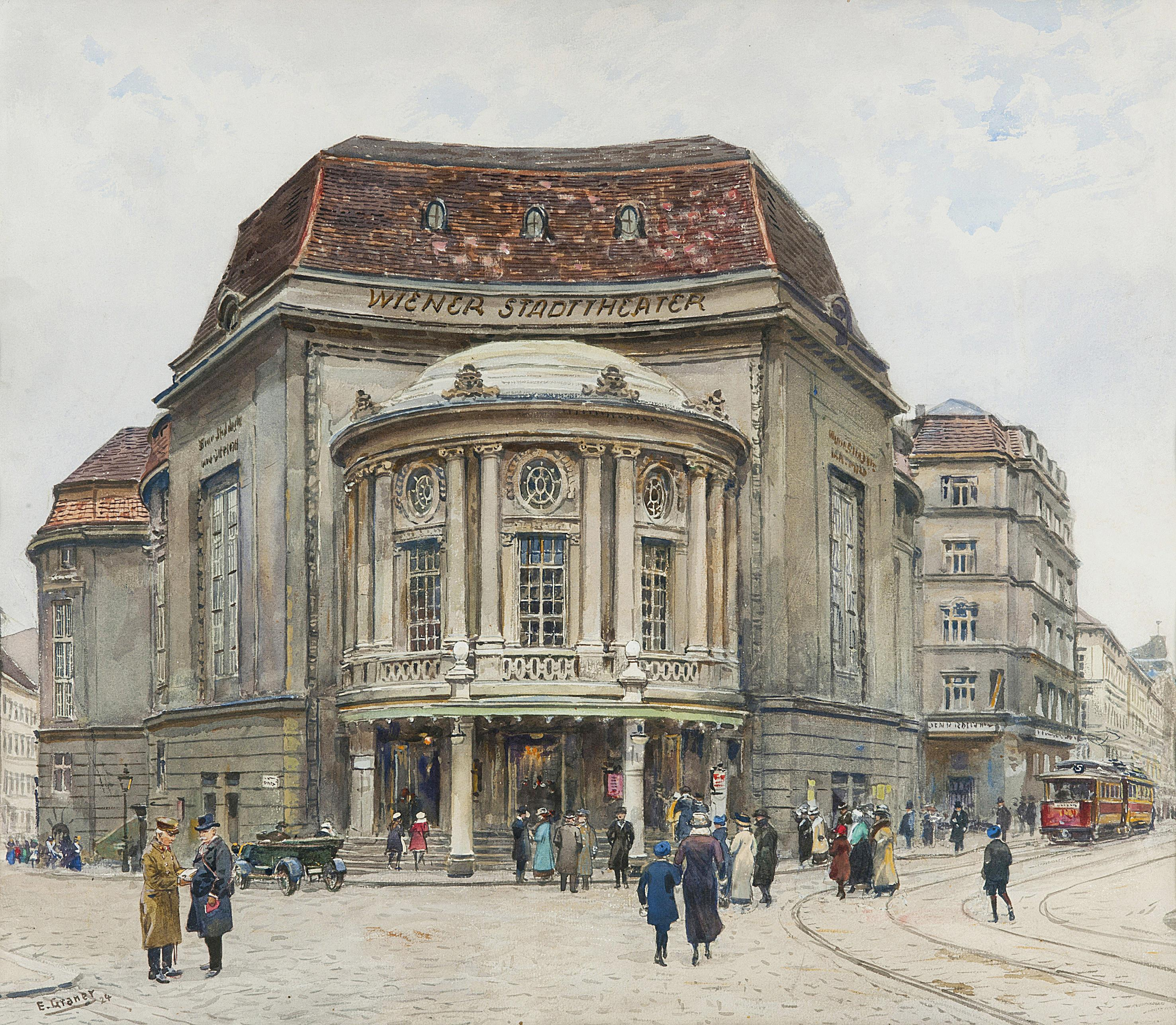
Wiener Stadttheater, 1924

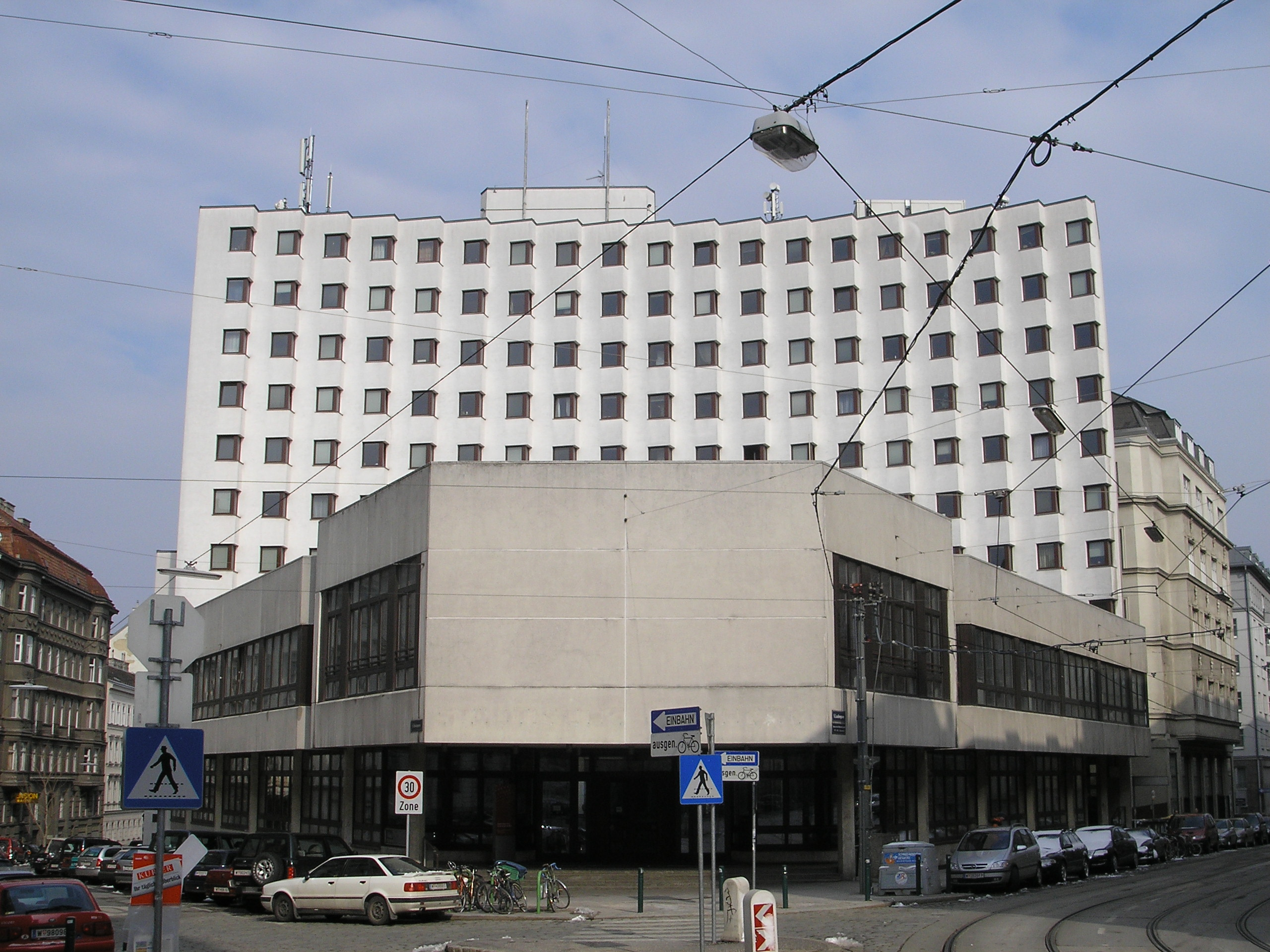
Haus des Buches, ab 1969 an der Stelle des Wiener Stadttheaters, dahinter das StudentInnenheim

Das Wiener Stadttheater (auch Neues Wiener Stadttheater) war ein Theater in der Josefstadt, das 1914 eröffnet und 1960/61 abgerissen wurde.

## Geschichte
Das Wiener Stadttheater wurde 1913 von dem bedeutenden, aus Budapest stammenden jüdischen Theaterarchitekten Oskar Kaufmann und dem Architekten Eugen Ritter von Felgel an der Kreuzung Laudongasse, Skodagasse, Daungasse erbaut. Auf dem Areal Laudongasse 36 befand sich ursprünglich die Paarsche Reitschule gefolgt von der Eisenmöbelfabrik Kitschelt. Der erste Direktor war Josef Jarno, der den Schwerpunkt auf moderne Stücke legte und das Theater mit dem Kammerspiel Wetterleuchten von August Strindberg eröffnete.
Nach einem Umbau im Jahr 1918 durch Hermann Helmer diente der Theaterbau als Operettentheater. Nach 1945 wurde es von der amerikanischen Besatzungsmacht in „Rex-Theater“ umbenannt. Im Jahr 1949 erlebte das Theater die Uraufführung der Robert-Stolz-Operette Frühling im Prater mit Heinz Conrads und Peter Alexander unter der Regie von Hubert Marischka. Später nutzte der Österreichische Rundfunk das Haus für Fernsehaufzeichnungen. 1960–61 wurde das Stadttheater endgültig Opfer des damaligen Wiener Theatersterbens, das kurz zuvor auch das Wiener Bürgertheater und die Scala (ehemaliges Johann Strauß-Theater) betroffen hatte.
An seiner Stelle wurde das Haus des Buches (Architekt Georg Lippert) errichtet und von den Wiener Büchereien bis zur Besiedlung der neuen Wiener Hauptbibliothek am Neubaugürtel genutzt. Auf dem hinteren Teil des Grundstücks wurde Ende der 1960er Jahre das 2. Adolf-Schärf-Studentenheim „Vindobona“ errichtet.
2004 wurde nach Absiedlung der Büchereien im vorderen Teil des Gebäudes die Zentrale der Musikschulen der Stadt Wien untergebracht.

## Direktoren
- Josef Jarno (1914–1918)[2]
- Karl Farkas, Fritz Grünbaum (1927–1931)
- Friedl Czepa (1940–1945)
- Rudolf Österreicher (1945–1947)
- Karl Loubé (1947–1960)